# Туринск
Туринск (рус. Туринск) град је у Русији у Свердловској области.

## Становништво
| 1939.  | 1959.  | 1970.  | 1979.  | 1989.  | 2002.  | 2010.  |
| ------ | ------ | ------ | ------ | ------ | ------ | ------ |
| 10.444 | 18.838 | 22.216 | 22.899 | 23.189 | 19.313 | 17.925 |